# Combined Joint Expeditionary Force
Die Combined Joint Expeditionary Force (CJEF; französisch Force Expéditionnaire Interarmées) ist eine aus verschiedenen Truppengattungen gebildete Eingreiftruppe für weltweite Kampfeinsätze. Ihr sollen bis zu 6500 französische und 6500 britische Soldaten angehören. Ihre Gründung wurde am 2. November 2010 durch Verträge über die Zusammenarbeit im Verteidigungsbereich zwischen Frankreich und Großbritannien beschlossen. Laut der Stiftung Wissenschaft und Politik wäre die französisch-britische CJEF, im Unterschied zur Deutsch-Französischen Brigade, in der Lage selbständig robuste Kampfeinsätze durchzuführen.
Im Juni wurde mit dem Manöver „Flandern 2011“ im Centre d’entraînement au combat in Mailly-le-Camp die weitere Interoperabilität zwischen Kampftruppen beider Staaten erprobt. An dem Manöver vom 22. bis 29. Juni 2011 nahmen 1.150 französische und 450 britische Soldaten teil. Im Einsatz befanden sich Teile der 7th Armoured Brigade (britischen 7. Panzerbrigade) und der 3e Brigade Mécanisée (3. Mechanisierte Brigade).
Im Februar 2012 führten britische und französische Soldaten im Rahmen des Vertrages Übungen in Otterburn (Northumberland) durch. Beteiligte Einheiten waren das britische 5th Battalion The Royal Regiment of Scotland (5 SCOTS), der 16 Air Assault Brigade (16 Air Asslt Bde) und das französische 8e Régiment de Parachutistes d'Infanterie de Marine (8e RPIMa), der 11e brigade parachutiste. Bereits im Dezember 2011 nahmen die Briten an gemeinsamen Übungen im Centre d'entraînement aux actions en zone urbaine (CENZUB) im Camp de Sissonne in Nordfrankreich teil.
2020 erklärten die Verteidigungsminister von Großbritannien und Frankreich die volle Einsatzbereitschaft der CJEF.